# Морская пехота Украины
Морская пехота Украины (укр. Морська піхота України) состоит из 5 бригад в составе войск береговой обороны Военно-морских сил Украины и входит в состав объединённых сил быстрого реагирования.

## История

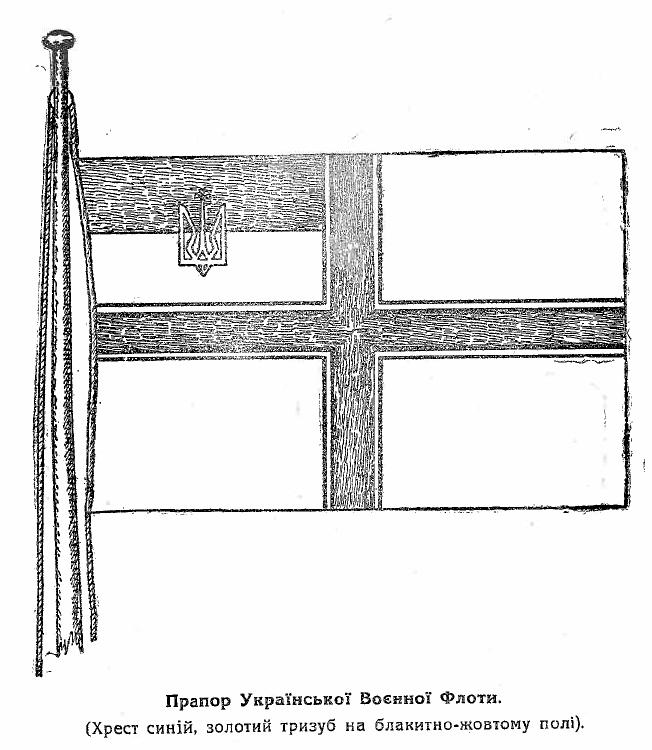
Военно-морской флаг Украинского Державного Флота утв. 18 июля 1918 года

### 1918—1921
Части украинской морской пехоты были созданы во время существования Украинской державы, в соответствии с указом гетмана Павла Скоропадского по Морскому ведомству «О начале формирования бригады Морской пехоты в составе трёх полков для несения службы» от 23 мая 1918 года.
Гетман Скоропадский понимал важность такого рода войск, как морская пехота для повышения обороноспособности государства — тем более, что Украинская Держава имела весьма протяжённую береговую линию по Чёрному и Азовскому морям.
Задачей морской пехоты было несение службы на побережье государства и военно-морских крепостях, а также осуществление десантных операций.
В соответствии с вышеупомянутым указом, в составе Бригады Морской пехоты предполагалось сформировать три полка морской пехоты трёхбатальонного состава. Один из полков должен был выполнять свои обязанности на территории от западной границы Украинского государства до Сычавки; второй — от Сычавки до Станиславова; третий — от Станиславова до Перекопа. Помимо основных задач, в обязанности полков морской пехоты входила охрана имущества Морского ведомства. Этим же указом были назначены командиры полков и начальники отделов.
Также как все остальные военнослужащие, морские пехотинцы приносили присягу на верность Украинскому Государству, а также отвечали перед Законом о военной подсудности, который был утверждён Гетманом 30 мая 1918 года.
Также как всем остальным военнослужащим, морским пехотинцам было запрещено «входить в состав и брать участие в каких-либо союзах, кружках, товариществах, партиях, союзах, комитетах и иных организациях, имеющих политических характер».
Всеми делами морской пехоты, которые не входили в полномочия Морского Генерального штаба, ведал отдел Морской пехоты при Главном штабе Морского Министерства, которым заведовал сначала полковник В. Дашкевич-Горбацкий, а с 21 июля 1918 года — полковник Ястржембский.
На первом этапе развёртывания бригады, было начато формирование трёх батальонов морской пехоты — по одному в каждом из будущих полков. В дальнейшем, в соответствии с указом Морского ведомства каждый полк должен был состоять из трёх батальонов (укр. курень); каждый батальон — из четырёх рот (укр. чота) и одной пулемётной команды.
Комендантом 1-го полка Морской пехоты стал майор (укр. військовий старшина) Илларион Исаевич, 24 октября 1918 года он был повышен до полковника и утверждён в должности командира 1-го полка Морской пехоты.
15 июля 1918 года в соответствии с указом Скоропадского по Морскому ведовству для морской пехоты была установлена форменная одежда пехотного образца с добавлением чёрного канта вокруг погон и якоря на них — золотого для старшин и подстаршин, жёлтого для рядовых (укр. казак).
18 июля 1918 года морская пехота получила утверждённый Скоропадским Военно-морской флаг.
1 августа 1918 года в соответствии с указами Скоропадского по Морскому ведомству был назначен и оглашён старшинский состав всех трёх полков морской пехоты, а также назначен личный состав Управления береговой обороны юго-западного района Чёрного моря. Начальником береговой обороны юго-западного района Чёрного моря был назначен контр-адмирал С. С. Фабрицкий.
31 августа 1918 года совершенно секретным приказом по Морскому ведомству была определена дислокация частей морской пехоты:
- Одесса:

- Управление Корпуса морской охраны,
- Штаб 1-го района морской охраны,
- Штаб 1-го полка морской пехоты,
- Штаб 1-го эскадрона морской кавалерии,
- Телеграфный и телефонный взводы морской пехоты.

- Николаев:

- Штаб 2-го района морской охраны
- 2 батальона 2-го полка морской пехоты,
- 2-й артиллерийский батальон,
- Телеграфный и телефонный взводы морской пехоты.

- Очаков: 1 батальон 2-го полка морской пехоты,

- 1-й артиллерийский батальон,
- Штаб 2-го эскадрона морской кавалерии,
- Полурота саперов и мотоциклетная команда

- Херсон:

- Штаб 3-го района морской охраны,
- Штаб 3-го полка морской пехоты.

- Перекоп

- Штаб 3-го эскадрона морской кавалерии.

Части морской пехоты Директории УНР были представлены 1-м Гуцульским и 2-м Надднепрянским морскими пехотными полками, в 1920 был построен бронепоезд «Черноморец». Принимали участие в обеих Зимних походах армии УНР.

### С 1991 года

Флаг ВМС Украины, в качестве образца для которого был взят флаг морской пехоты Украинской державы 1918 года

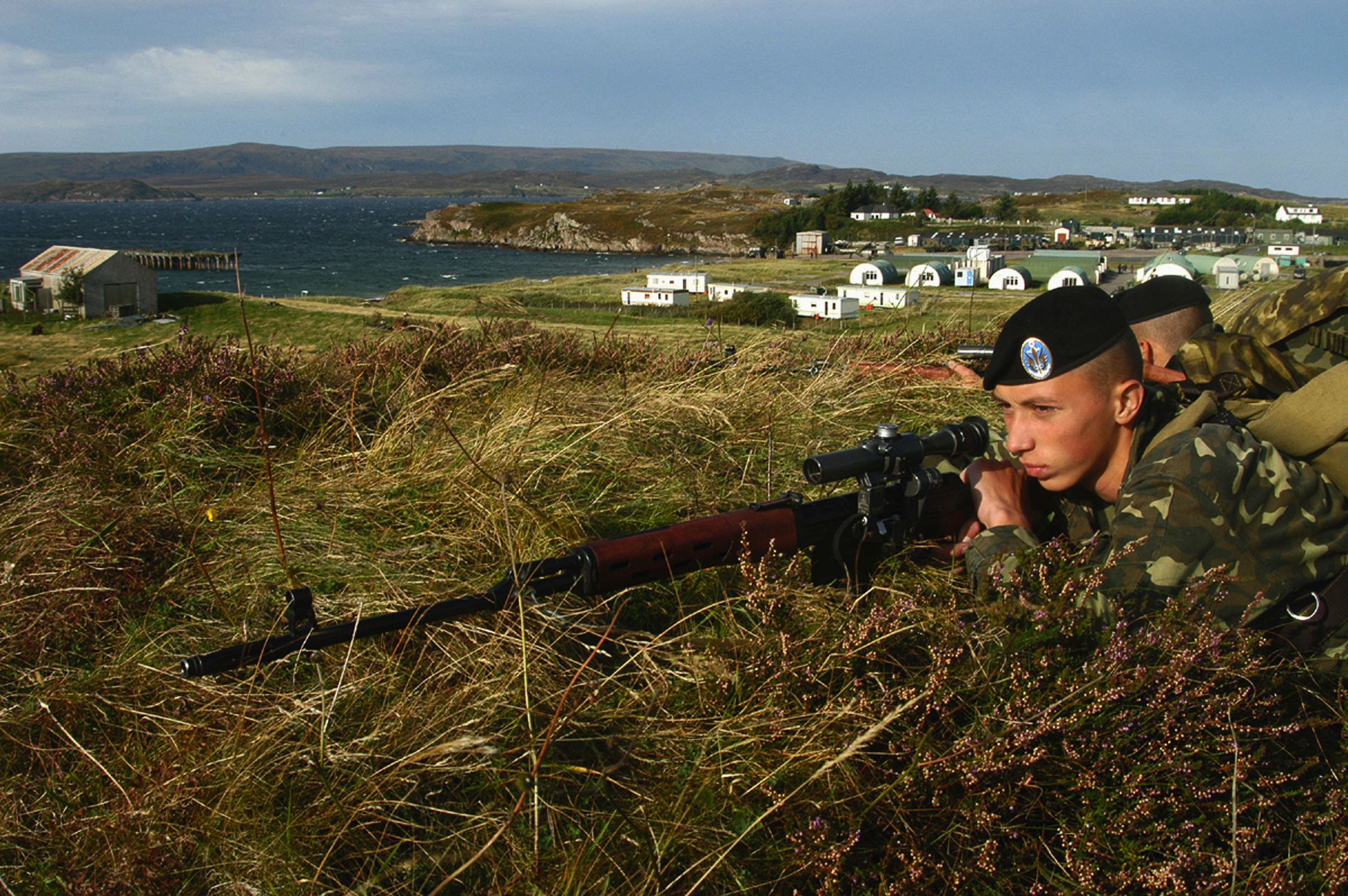
Снайперы 1-й роты батальона морской пехоты в ходе учений «Northern Light-2003» (Шотландия, 17 сентября 2003)

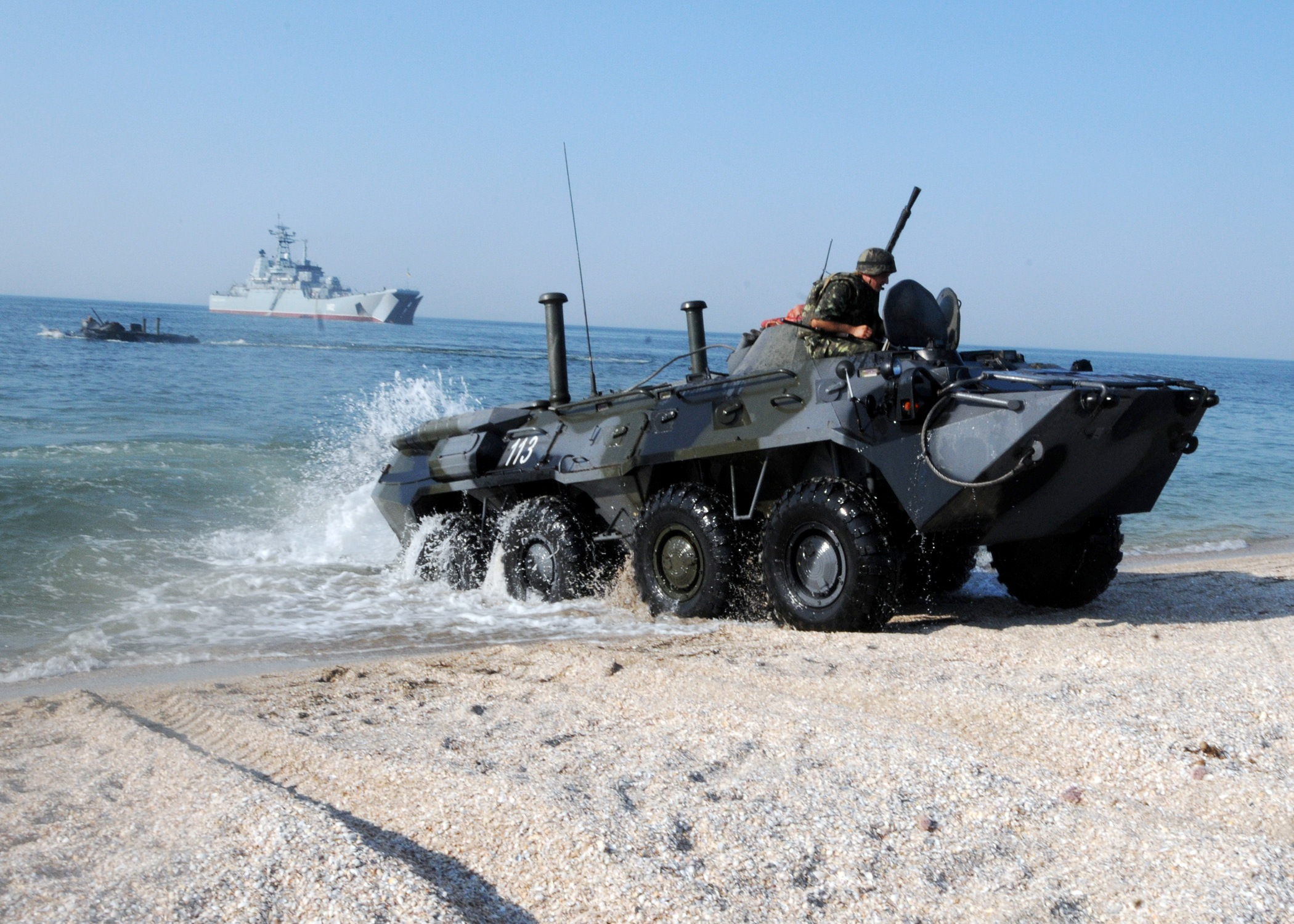
БТР-80 батальона морской пехоты в ходе учений «Sea Breeze-2010»

24 августа 1991 года, после провозглашения независимости Украины, Верховная Рада Украины приняла решение о переводе под свою юрисдикцию всех военных формирований Вооружённых Сил СССР на территории Украинской ССР (в том числе подразделений морской пехоты Черноморского флота ВМФ СССР).
После распада СССР кроме России подразделения морской пехоты ВМФ СССР оказались только на территории Украины, которой по договору раздела Черноморского флота отошло 50 % техники и вооружения 810-й Черноморской бригады МП СССР.
22 февраля 1992 года в Севастополе 880-й отдельный батальон морской пехоты под командованием майора Виталия Рожманова принял присягу на верность украинскому народу. Сержанты и матросы, призванные на службу из других республик бывшего СССР, остались в составе батальона и подписали заявления о желании дослужить срочную службу в украинской части. Тогда же был отдан указ министра обороны Украины о зачислении 880-го отдельного батальона морской пехоты в состав вооружённых сил Украины. В дальнейшем, приказом командования Черноморского флота командир батальона и его заместители были уволены с занимаемых должностей, батальон расформирован, а личный состав передан в другие воинские части.
После создания Военно-морских сил Украины, 1 июля 1993 года в Севастополе был сформирован 1-й отдельный батальон морской пехоты ВМС Украины.
Для того, чтобы 1-й отдельный батальон морской пехоты как можно скорее стал боеспособной единицей, личный состав срочной службы для него отбирали среди солдат и сержантов Аэромобильных войск. Было проведено психологическое тестирование добровольцев, проверялись физические качества кандидатов в морские пехотинцы и их моральные качества, состояние военной дисциплины. Высокими остаются требования к подбору новобранцев для прохождения службы в морской пехоте и сегодня.
1 сентября 1993 года под Феодосией был сформирован 41-й отдельный батальон морской пехоты, а 20 сентября, согласно директиве начальника Генштаба ВС Украины — управление 4-й отдельной бригады морской пехоты ВМС Украины. К концу 1994 года в селе Тыловом была сформирована вся 4-я бригада морской пехоты.
C 1995 года до января 1997 года 4 ОБрМП входила в состав Национальной гвардии Украины. В 1997 году морская пехота была передана в состав войск береговой обороны военно-морских сил Украины.
В состав бригады входили: два отдельных десантно-штурмовых батальона («Лев» и «Беркут»), отдельный разведывательно-десантный батальон («Меч»), отдельный инженерно-саперный батальон («Краб»), два самоходных артиллерийских дивизиона, зенитный дивизион, противотанковый дивизион, отдельная рота связи и другие подразделения.
В 2003—2004 годы в результате военной реформы бригада морской пехоты была сокращена до батальона морской пехоты (1-й отдельный батальон морской пехоты (Украина)).
После создания Объединённых сил быстрого реагирования батальон морской пехоты был включён в состав ОСБР, в составе батальона было создано воздушно-десантное подразделение (десантно-штурмовая рота морской пехоты).
Основными общими задачами морской пехоты являются действия по захвату пунктов базирования ВМС, портов, островов, отдельных участков побережья противника. Если же основную часть десанта составляют подразделения сухопутных войск, Морская пехота высаживается в передовых эшелонах для захвата пунктов и участков на побережье и обеспечения высадки на них основных сил. У батальона морской пехоты Украины задачи несколько отличаются от общих задач морской пехоты, их приоритетом является миротворческая деятельность и борьба с террористическими формированиями, ведение военных действий на своей территории, по отражению агрессии со стороны противника.
План боевой подготовки батальона за 2007 г. по основным показателям был выполнен на 100 %.
По итогам боевой подготовки 2008 года отдельный батальон морской пехоты ВМС Украины, под командованием командира батальона подполковника Сергея Стешенко, стал лучшим в Вооружённых Силах Украины.
Батальон участвовал в военных учениях, в том числе — совместных и международных учениях.
- так, 15—26 сентября 2003 года в Ирландском море у берегов Шотландии были проведены учения «мобильных сил реагирования» НАТО «Северное сияние-2003»[8], в которых приняла участие одна рота из 1-го батальона морской пехоты[9], в составе французского батальона она участвовала в десантировании на побережье Шотландии с вертолётов «Puma» и «Sea King»[10] и отработке антитеррористических мероприятий — остановке движения по автомобильной дороге[11]
- 24 марта — 6 апреля 2006 года одна рота 1-го батальона морской пехоты (в составе сил ВМС Украины) участвовала в учениях сил быстрого реагирования военно-морского компонента стран НАТО «Brilliant Mariner-2006»[12]
- 9—22 июля 2007 года Украина и США провели военно-морские учения «Sea Breeze[укр.]-2007», в которых участвовала тактическая группа 1-го батальона морской пехоты[13]
- 14—26 июля 2008 года были проведены американо-украинские военно-морские учения «Си Бриз-2008» (Sea Breeze-2008), в которых участвовали военнослужащие 15 стран[14]. Военнослужащие 1-го батальона морской пехоты участвовали в учениях, при этом в районе озера Донузлав один взвод морских пехотинцев (три БТР) оказался заблокирован протестующими[15][16]
- в январе 2009 года в районе Ангарского перевала в Крыму были проведены учения, в ходе которых морские пехотинцы учились управлять бронированными автомашинами HMMWV (для этого на полигон с Яворовского полигона в Львовской области были доставлены три «хаммера» с установленными на них 12,7-мм пулемётами «Утёс»)[17]
- 12—23 июля 2010 года США, Украина и Грузия провели военно-морские учения «Си Бриз-2010» (Sea Breeze-2010)[18]. В ходе учений 1-й батальон морской пехоты произвёл высадку десанта (16 бронетранспортёров БТР-80) на Тендровскую косу, а затем провели стрельбы на полигоне «Широкий лан» в Николаевской области[19]
- в марте 2011 года личный состав 1-й роты батальона морской пехоты прошёл курс подготовки к миротворческим операциям под руководством группы инструкторов королевской морской пехоты Великобритании. После обучения, которое продолжалось в течение месяца, 3 апреля 2011 года были проведены итоговые занятия в присутствии военных наблюдателей[20]

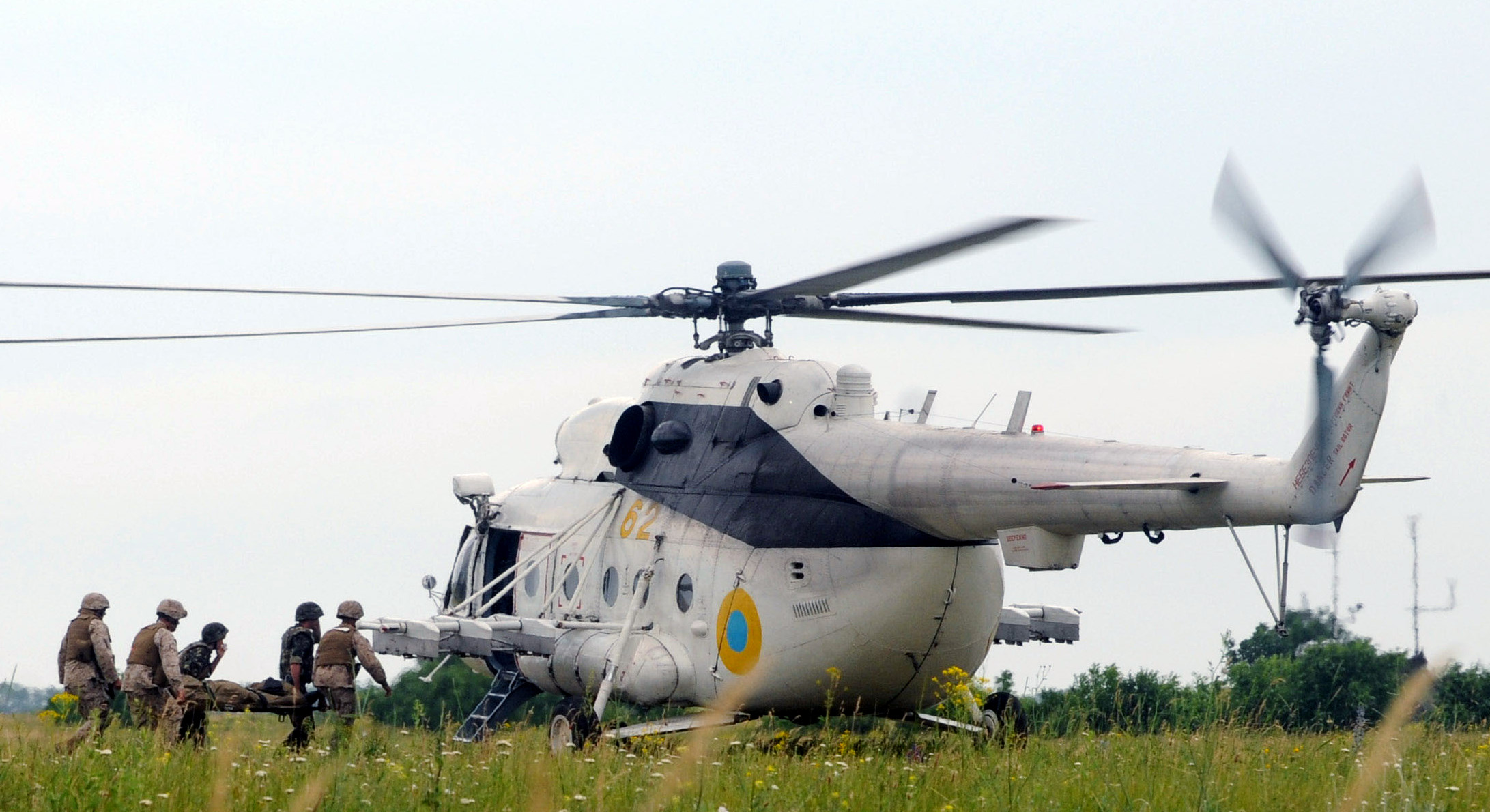
Украинские морские пехотинцы и морские пехотинцы США во время многонациональных учений «Sea Breeze» в 2011 году

- 6—20 июня 2011 года США и Украина провели военно-морские учения Sea Breeze-2011[21]. Военнослужащие 1-го батальона морской пехоты участвовали в учениях, на полигоне «Широкий лан» в Николаевской области под руководством инструкторов из США они тренировались разгонять демонстрации с применением дубинок, щитов, светошумовых гранат и электрошокеров; отражать нападение условного противника на колонну с гуманитарным грузом и эвакуацию раненых[22].
- в 2012 году на общевойсковом полигоне «Ново Село» в Болгарии десантно-штурмовая рота 1-го батальона морской пехоты участвовала в совместных учениях с США, Болгарией и Македонией. Инструкторы США обучали морских пехотинцев деятельности в условиях миротворческих операций и ведению боевых действий в городских условиях[23]
- в июле 2013 года США и Украина провели военно-морские учения Sea Breeze-2013[24], в которых участвовало подразделение морской пехоты (около 130 морских пехотинцев и 7 БТР-80)[25]
- 2—9 ноября 2013 года состоялись учения НАТО Steadfast Jazz-2013[26], в которых приняло участие подразделение из 89 морских пехотинцев[27]

1 июля 2011 года 1-я рота морской пехоты впервые заступила на боевое дежурство в составе боевой тактической группы ЕС «Helbroc»
26 декабря 2013 года 501-й отдельный механизированный батальон береговой обороны ВМС Украины, находившийся в г. Керчь, был переформирован в 501-й отдельный батальон морской пехоты.
8 января 2014 года две роты из состава 1-го отдельного батальона морской пехоты заступили на боевое дежурство в составе боевой тактической группы Евросоюза «Helbroc» и в составе сил немедленного реагирования НАТО:
- десантно-штурмовая рота под командованием капитана Виталия Лыкова заступила на боевое дежурство в составе боевой тактической группы ЕС «Helbroc»;
- рота морской пехоты под командованием старшего лейтенанта Руслана Русанова заступила на дежурство в составе сил быстрого реагирования НАТО.

### В ходе событий февраля-марта 2014
После бегства Януковича в феврале 2014 года последовала фактическая аннексия Крыма Российской Федерацией.
- 1 марта 2014 года и. о. министра обороны И. И. Тенюх сообщил прессе, что в Феодосии военнослужащие 1-го батальона морской пехоты задержали одного вооружённого российского морского пехотинца и одно гражданское лицо, которые предприняли попытку проникнуть на территорию части[32] (6 марта 2014 один из офицеров части опроверг информацию о задержании российского морского пехотинца, он сообщил, что оба задержанных являлись местными жителями, уроженцами Крыма[33])
- 2 марта 2014 года в/ч А2272 военно-морских сил Украины (место постоянной дислокации 1-го батальона морской пехоты) в Феодосии была заблокирована[34]. Прибывшие в заблокированную часть на вертолёте украинские и иностранные журналисты доставили морским пехотинцам электрогенератор, а также защитное снаряжение — щиты и каски[35]
- 6 марта 2014 года в Керчи военнослужащие 501-го отдельного батальона морской пехоты Украины провели на территории части концерт под открытым небом, чтобы воодушевить личный состав подразделения[36][37]
- 7 марта 2014 года около 20 крымских татар (мужчины и женщины из Судака и Феодосии) поддержали заблокированный самообороной Крыма в Феодосии 1-й батальон морской пехоты, они приехали в расположение воинской части и передали морским пехотинцам продукты[38]
- 15 марта 2014 года в Керчи состоялся товарищеский футбольный матч между командой 501-го отдельного батальона морской пехоты Украины и командой российской морской пехоты[39]. Победили украинские морские пехотинцы[40]

После проведения референдума о статусе Крыма 16 марта 2014 года, часть личного состава морской пехоты приняла решение нести службу в вооружённых силах Российской Федерации.
18 марта 2014 года министерство обороны Украины разрешило применять оружие военнослужащим, находящимся на территории Автономной Республики Крым. На следующий день, 19 марта 2014, военнослужащие 1-го Феодосийского отдельного батальона морской пехоты ВМС Украины обратились к центральным властям и командованию вооруженных сил за конкретными директивами относительно действий в Крыму с просьбой сообщить «конкретный алгоритм действий, директивы, как действовать в связи с событиями, которые произошли в Крыму в последние дни».
21 марта 2014 года в прямом эфире украинского телеканала ТСН заместитель командира 501-го батальона морской пехоты Алексей Никифоров сообщил: «Докладываю… вчера был поднят российский триколор на территории воинской части, то есть на территории моего батальона. У меня на данный момент 49 человек, которые хотят выехать на Украину. Ещё человек 20, которые хотят просто уволиться, которые не могут даже думать о том, чтобы служить. Остальные хором подписывают контракты и рапорта о том, чтобы служить в Вооруженных силах Российской Федерации»
Утром 24 марта 2014 года в связи с участием военнослужащих 1-го батальона морской пехоты в подготовке диверсии (создании на территории Феодосийского района тайника с оружием и боеприпасами), сотрудники правоохранительных органов Крыма при поддержке крымского «Беркута» и двух бронетранспортёров установили контроль над территорией военного городка в Феодосии, военнослужащие батальона оказали сопротивление штурмующим, бросив в них светошумовые гранаты и вступив в рукопашный бой, но были разоружены. Жертв и огнестрельных ранений в ходе столкновения не имелось, но были задержаны офицеры 1-го батальона морской пехоты: подполковник Дмитрий Делятицкий и заместитель командира по работе с личным составом Ростислав Ломтев, в отношении которых были начаты следственные мероприятия (26 марта они были доставлены на контрольно-пропускной пункт в Чонгаре и переданы украинской стороне).
Вслед за этим, 24 марта 2014 года Совет национальной безопасности и обороны Украины поручил кабинету министров провести «передислокацию украинских военных в Крыму», а министр обороны России Сергей Шойгу распорядился предоставить всем украинским военнослужащим возможность покинуть Крым.
- 26 марта 2014 года из Крыма были выведены 47 военнослужащих 1-го батальона морской пехоты, которые были временно расквартированы в Геническе[50]. В конечном итоге, приняли решение продолжить службу в вооружённых силах Украины 137 военнослужащих 1-го батальона морской пехоты[51], которые покинули Крым с личными вещами, но без оружия и военной техники. 27 марта 2014 они были размещены в Киеве, в казармах Президентского полка[35].
- Из трёхсот военнослужащих 501-го батальона морской пехоты приняли решение продолжить службу в вооружённых силах Украины 59 военнослужащих, которые покинули Крым 9 апреля 2014[52].

В общей сложности из 600 расквартированных в Крыму морских пехотинцев на материковую часть Украины переехало 200 человек.
24 марта 2014 года на пресс-конференции заместитель начальника главного командного центра вооружённых сил Украины генерал-майор Александр Розмазнин сообщил, что на основе 1-го батальона морской пехоты планируется создать бригаду морской пехоты
31 марта 2014 года и. о. президента Украины А. Турчинов «с целью возрождения и развития национальных военных традиций» установил новую праздничную дату — День морской пехоты (16 ноября)
9 апреля 2014 года 59 военнослужащих 501-го Керченского батальона морской пехоты прибыли на континентальную часть Украины для дальнейшей службы там

### В ходе войны на востоке Украины

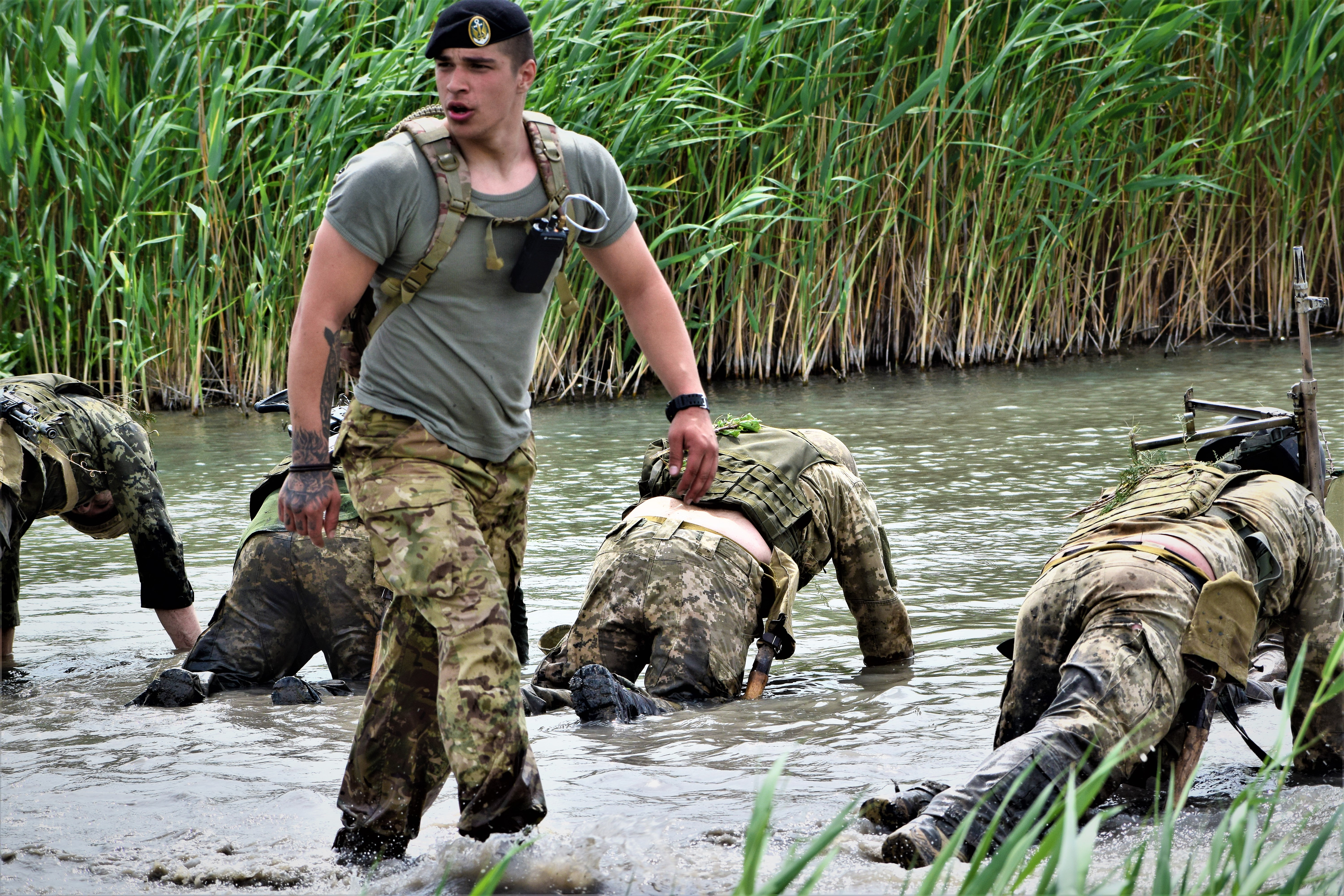
Военнослужащие во время испытаний на право ношения берета морской пехоты (8 мая 2018 года)

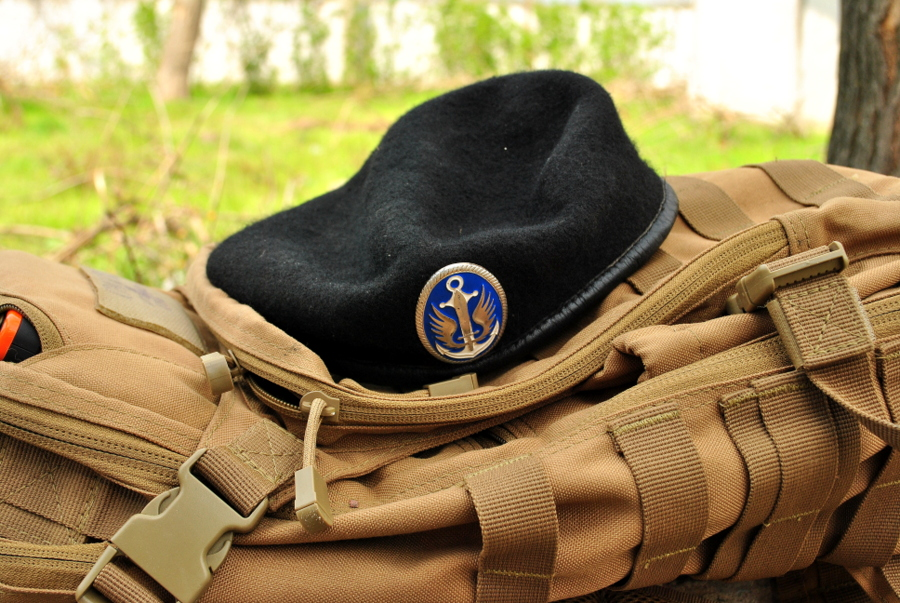
Чёрный берет морпеха ВСУ

В августе 2014 года прибывших на континентальную часть Украины морских пехотинцев отправили в зону АТО на востоке страны.
16 сентября 2014 было объявлено о создании второго батальона морской пехоты ВМС Украины — батальона «Чёрное море», задачей которого станет охрана побережья.
По состоянию на 24 октября 2014 года в войне на востоке Украины принимала участие рота морской пехоты Украины численностью около 200 человек.
19 февраля 2015 года морская пехота Украины приняла участие в военных учениях ВМФ в Одесской области.
На базе 1-й Феодосийского отдельного батальона морской пехоты, 501-й отдельного батальона морской пехоты и 36-й отдельной бригады береговой обороны к июлю 2015 года в Николаеве была сформирована 1-я бригада морской пехоты имени Константина Ольшанского.
В середине июля 2015 года части бригады были направлены на южный участок фронта, они участвовали в боевых действиях в секторе «М» (в районе Широкино и Мариуполя), к 22 августа 2015 в районе Мариуполя было сосредоточено свыше 2 тысяч морских пехотинцев.
Подготовка офицеров морской пехоты начата в Одесской военной академии с сентября 2016 года.

### В ходе российского военного вторжения
После вторжения России на Украину (2022) принимают активное участие в боевых действиях. В ходе войны пехотинцы участвовали в обороне Мариуполя, боевых действиях на юге Украины и востоке страны.

## Состав морской пехоты
В состав морской пехоты входят:
- 30-й корпус морской пехоты[73]

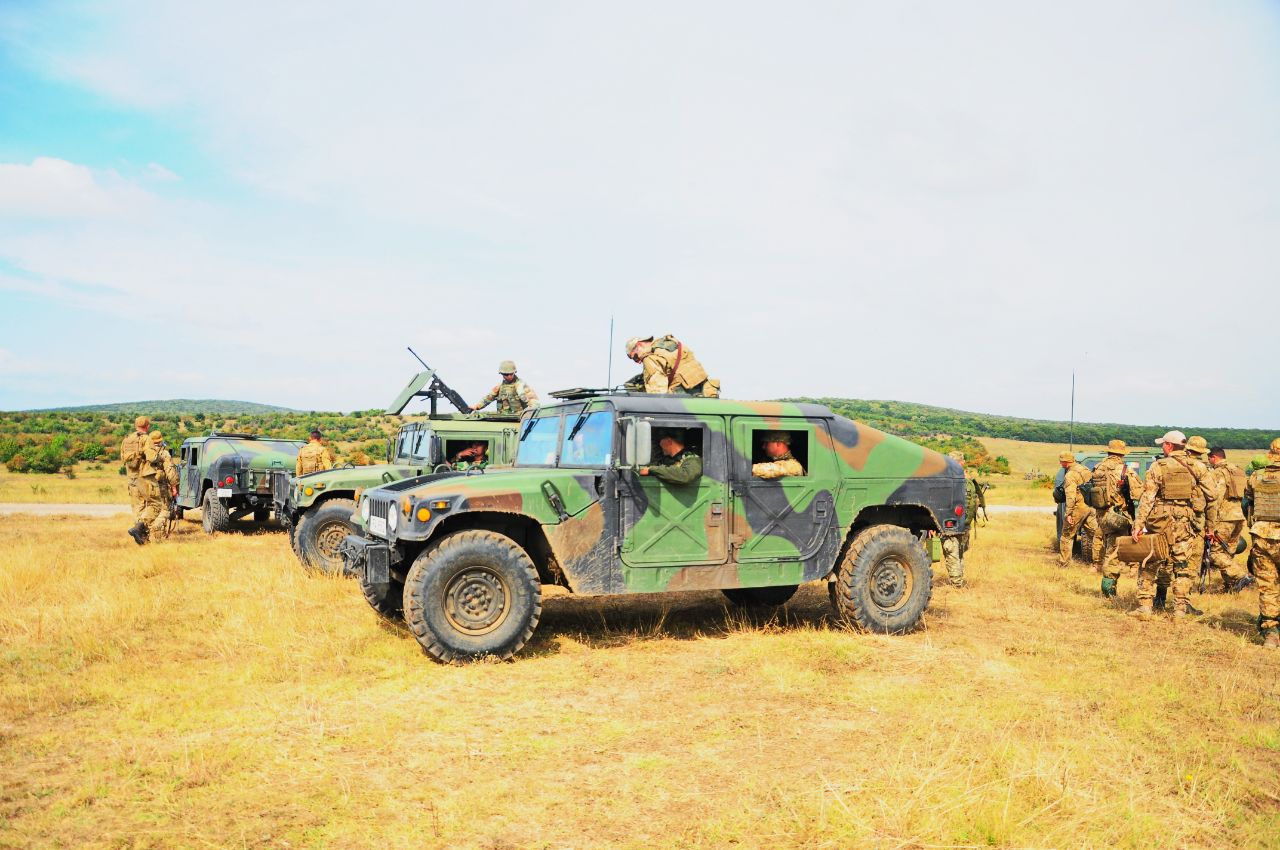
36-я отдельная бригада морской пехоты во время учений «Platinum Eagle 2018»

  - 14-й отдельный полк беспилотных авиационных комплексов
  - 414-й отдельный батальон ударных беспилотных авиационных систем
  -  35-я отдельная бригада морской пехоты (пгт Дачное, Одесская область)
    -  18-й отдельный батальон морской пехоты (пгт Сарата, Одесская область)
    -  88-й отдельный батальон морской пехоты[укр.] (пгт Болград, Одесская область)
    -  137-й отдельный батальон морской пехоты (пгт Дачное, Одесская область) — сформирован осенью 2015 года[74]
      - 1-я рота морской пехоты
      - 2-я рота морской пехоты
      - Десантно-штурмовая рота
      - Гаубичная артиллерийская батарея (122-мм гаубиц Д-30)[75].
      - Противотанковая артиллерийская батарея
      - Миномётная батарея
      - Взвод управления начальника артиллерии
      - Зенитный артиллерийский взвод
      - Зенитный ракетный взвод
      - Рота обеспечения
      - Взвод плавающих инженерных машин
      - Информационно-телекоммуникационный узел
      - Медицинский пункт
      - Другие подразделения[76]

  -  36-я отдельная бригада морской пехоты (г. Николаев, Николаевская область)
    - Управление (в том числе штаб) 36-й отдельной бригады морской пехоты — г. Николаев[77]
    -  1-й отдельный Феодосийский батальон морской пехоты (г. Николаев, Николаевская область):
      - Управление батальона;
      - 1-я рота морской пехоты;
      - 2-я рота морской пехоты, усиленная взводом автоматических гранатомётов АГС-17;
      - десантно-штурмовая рота[19];
      - батарея 120-мм миномётов[19];
      - Разведывательный взвод.

    -  501-й отдельный батальон морской пехоты (Украина) (г. Бердянск, Запорожская область):
      - Управление батальона;
      - три роты морской пехоты;
      - Рота огневой поддержки (противотанковый взвод СПГ-9, взвод снайперов, миномётная батарея);
      - Разведывательный взвод;
      - Полевой узел связи;
      - Рота материального обеспечения.

    - Батальон морской пехоты (линейный)
    - Десантно-штурмовой батальон (линейный)
    - Танковый батальон (линейный)
    - Бригадная артиллерийская группа
    - Зенитный ракетно-артиллерийский дивизион
    - Ремонтно-восстановительной батальон
    - Группа инженерного обеспечения
    - Группа материального обеспечения
    - Разведывательная рота
    - Рота снайперов
    - Рота радиоэлектронной борьбы
    - Рота радиационной, химической, биологической защиты
    - Полевой узел связи
    - Информационно-телекоммуникационный узел
    - Медицинская рота
    - Оркестр
    - Другие подразделения

  -  37-я отдельная бригада морской пехоты (н/д)[78]
    -  505-й отдельный батальон морской пехоты[укр.]

  -  38-я отдельная бригада морской пехоты[укр.] (н/д)
    -  503-й отдельный батальон морской пехоты (г. Мариуполь, Донецкая область)[79]

  - 39-я отдельная бригада береговой обороны[73][80]
  - 40-я отдельная бригада береговой обороны[81]
  -  32-й реактивный артиллерийский полк (с. Алтестово, Одесская область)
  -  406-я отдельная артиллерийская бригада[укр.] (г. Николаев)
    - 66-й отдельный пушечный артиллерийский дивизион (до 2022 — Бердянск)
    - 67-й отдельный пушечный артиллерийский дивизион (Очаков)
    - 65-й отдельный береговой ракетный дивизион (пгт Дачное)
    - 64-й отдельный пушечный артиллерийский дивизион (Белгород-Днестровский)

23 мая 2018 года в ознаменование столетия со дня создания морской пехоты Украинской державы президент Пётр Порошенко решил сменить чёрные береты морпехов на головные уборы цвета морской волны. Несогласные с новой униформой бойцы были уволены в запас ВМС ВСУ.

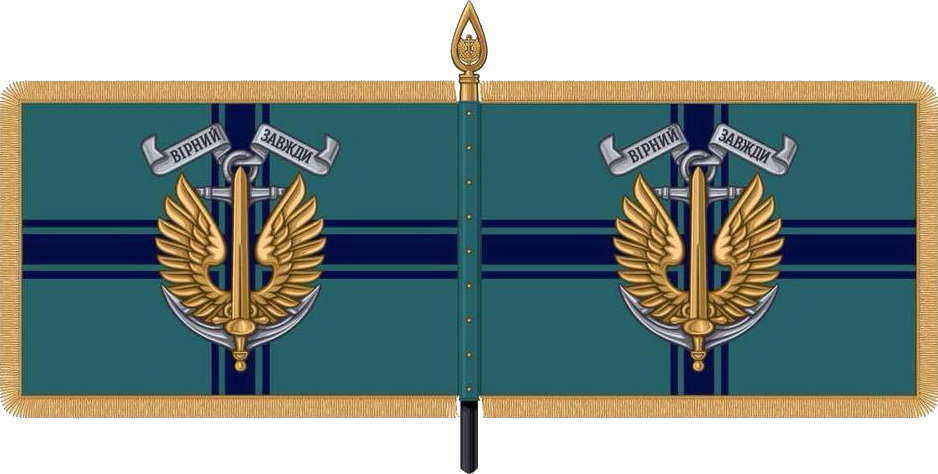
Знамя морской пехоты Украины (с мая 2018 года)

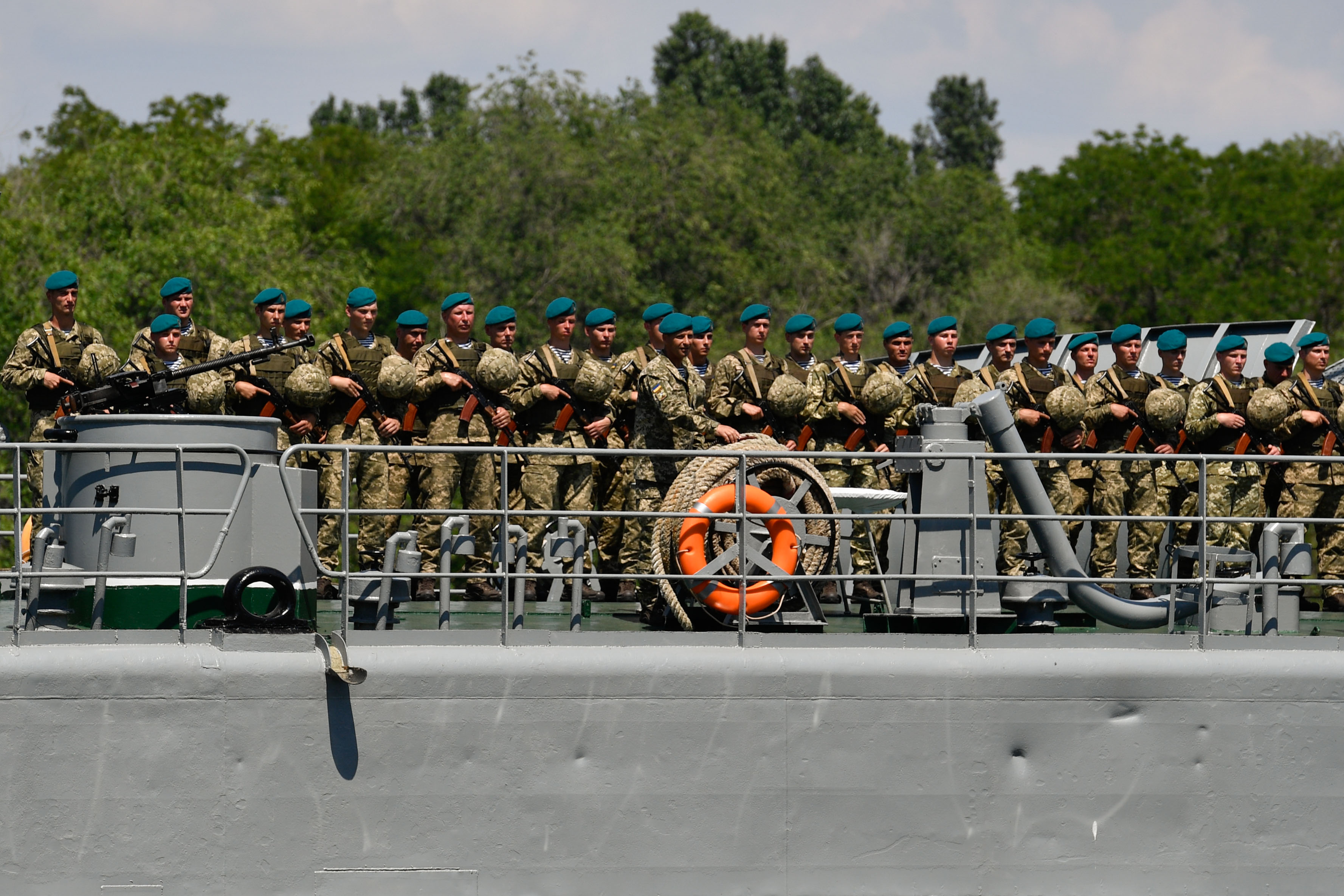
Отряд морской пехоты в новой униформе (23 мая 2018)

## Техника и вооружение

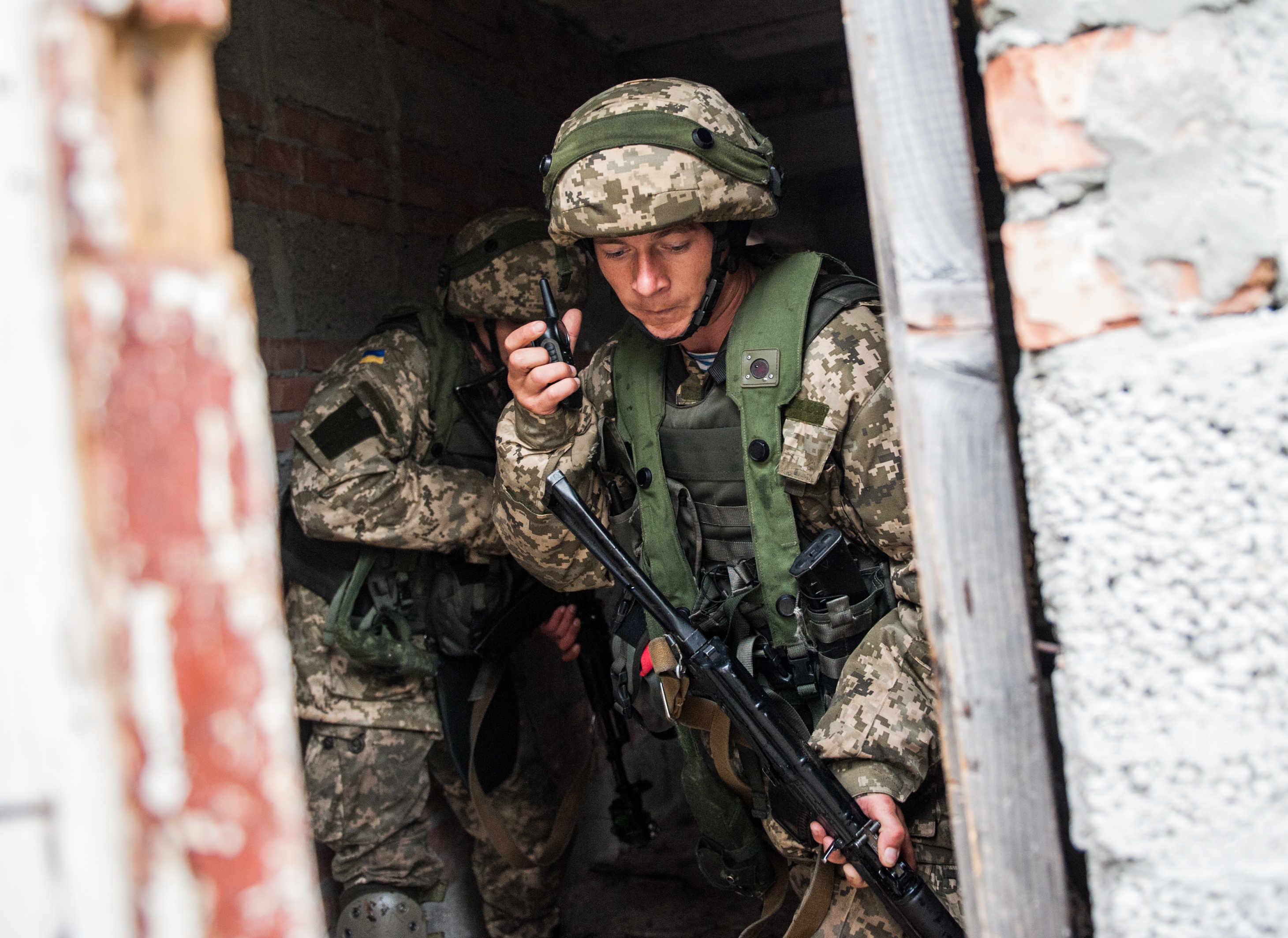
Украинский морской пехотинец на учениях «Rapid Trident-2014» (сентябрь 2014)

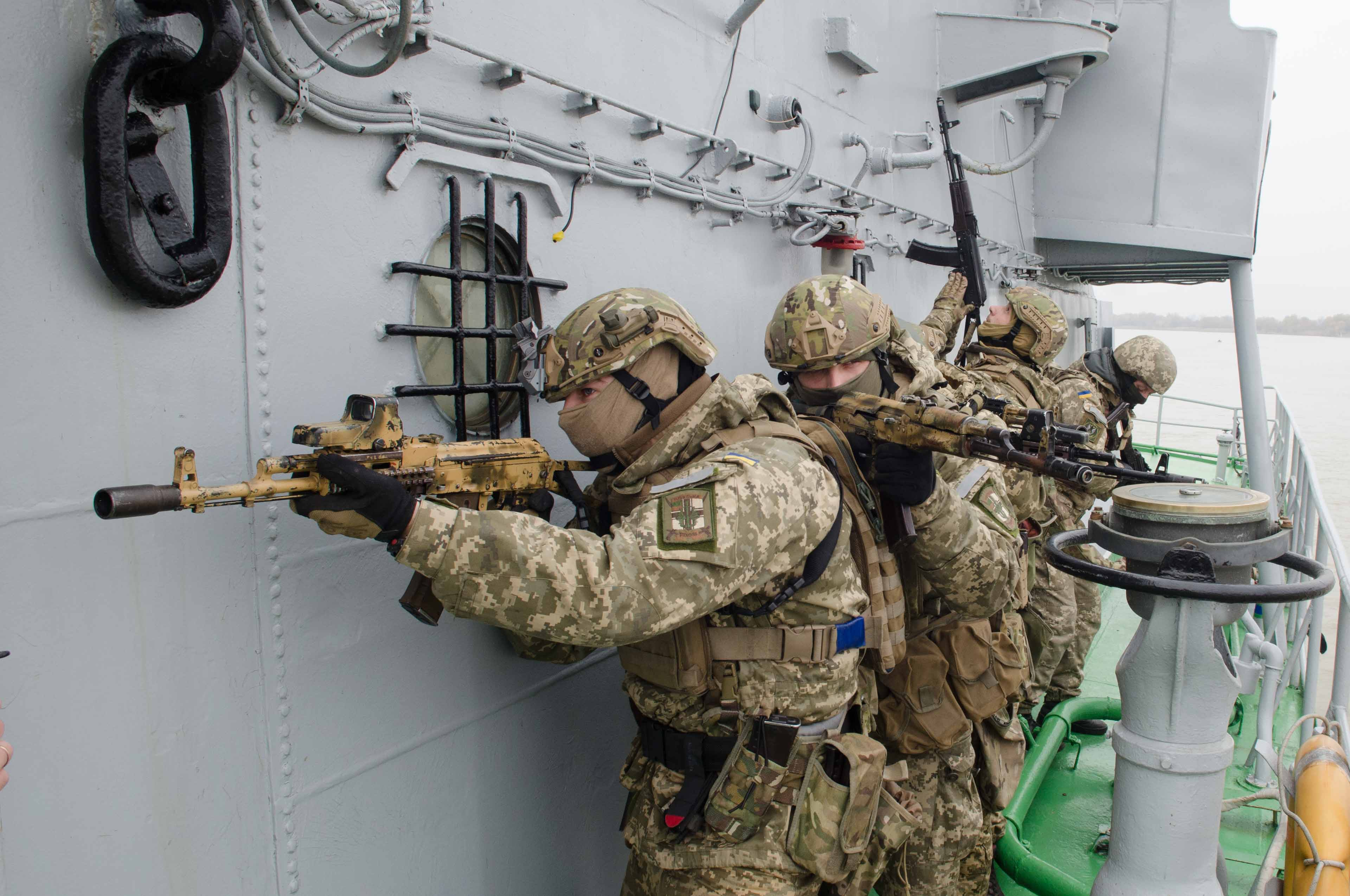
Морские пехотинцы 1-го отдельного Феодосийского батальона

Вооружение морских пехотинцев в основном состоит из плавучей боевой техники, переносных противотанковых и зенитных комплексов и автоматического стрелкового оружия.
По состоянию на 2013 год, на вооружении морской пехоты Украины имелось 50 бронетранспортёров БТР-80 и 12 САУ 2С1 «Гвоздика». Кроме того, в батальон передали один «Шаман»
По меньшей мере до начала 2014 года 1-й отдельный батальон морской пехоты был вооружён оружием советского производства (автоматы АКС-74, снайперские винтовки СВД, пулемёты ПКМ, гранатомёты РПГ-7, автоматические гранатомёты АГС-17, а также восемь 120-мм миномётов 2С12 «Сани»).
30 августа 2014 на вооружение бригады морской пехоты передали одну санитарно-эвакуационную машину СЭМ.
19 мая 2015 на вооружение бригады морской пехоты передали один БТР-70
21 июля 2015 на вооружение бригады морской пехоты передали 36 автомашин HMMWV, полученных по программе военной помощи из США. Сообщается, что автомашины будут вооружены 12,7-мм пулемётами ДШК. Также бригада получила танковый батальон, бронированную медицинскую машину БММ-70, несколько БМП-1 и БТР-70 (часть из которых была дооснащена решётчатыми противокумулятивными экранами), партию МТЛБ и грузовики КрАЗ-6322.
1 октября 2015 на вооружение бригады морской пехоты передали ещё один прошедший капитальный ремонт бронетранспортёр БТР-70.
8 октября 2015 бригаде морской пехоте передали микроавтобус «Ford Transit».
21 марта 2016 администрация Николаевской области передала бригаде морской пехоты внедорожник.
29 августа 2016 года 137-й батальон морской пехоты получил партию бронетранспортёров БТР-60ПБ.
В ноябре 2016 бригада морской пехоты получила из США три дизельных грузовика «Ford F-350»